# بريان ليتل (لاعب كرة قاعدة)
بريان ليتل (بالإنجليزية: Bryan Little)‏ هو لاعب كرة قاعدة أمريكي، ولد في 8 أكتوبر 1959 في هيوستن في الولايات المتحدة.

## وصلات خارجية
- بريان ليتل على موقعبيزبول رفرنس.كوم (الدوري الرئيسي) (الإنجليزية)
- بريان ليتل على موقعبيزبول رفرنس.كوم (الدوري الثانوي) (الإنجليزية)
- بريان ليتل على موقع مشجعي الرسوم البيانية (الإنجليزية)